# لین دا کبرادا
لین دا کبرادا (به انگلیسی: Linn da Quebrada) (زاده ۱۸ ژوئیهٔ ۱۹۹۰) خواننده، بازیگر و فیلم‌نامه‌نویس برزیلی است.
او یک زن ترنس است.